# Torneo Clausura 2024 Tercera División (Guatemala)
El Torneo Clausura 2024 fue torneo que dio finalización a la temporada 2023−24 de la Tercera División de Guatemala, cuarta categoría del sistema guatemalteco de fútbol.

## Sistema de competición
El torneo se divide en dos fases, disputadas dos veces durante la temporada durante cada torneo (apertura y clausura):
Fase de clasificación: Partidos jugados durante equipos en cada uno de los 13 grupos participantes.
Fase final: Rondas a eliminación directa que definen a los campeones de cada torneo y a los clasificados a las series de ascenso.

### Fase de clasificación
Los 84 equipos participantes jugarán una ronda clasificatoria de todos contra todos en visita recíproca. La cantidad de puntos variará en cada uno de los 13 grupos (de 10 hasta 14 partidos en un máximo de 14 fechas). Se utiliza un sistema de puntos, que se presenta así:
- Por victoria, se obtendrán 3 puntos.
- Por empate, se obtendrá 1 punto.
- Por derrota no se obtendrán puntos.

Al finalizar las jornadas, la tabla se ordenará con base en los clubes que hayan obtenido la mayoría de puntos, en caso de empates, se toman los siguientes criterios:
1. Puntos
2. Puntos obtenidos entre los equipos empatados
3. Diferencial de goles
4. Goles anotados
5. Goles anotados en condición visitante.

### Fase final
Al término de la fase de clasificación, los equipos se acomodan en una tabla porcentual de acuerdo a la cantidad de puntos que acumularon con respecto a la cantidad de puntos que estos podían acumular (esto debido a que no todos los grupos poseen la misma cantidad de equipos). Finalmente, clasifican a dieciseisavos de final:
- Los 16 mejores equipos de la zona norte con mejor porcentaje de puntos acumulados.
- Los 16 mejores equipos de la zona sur con mejor porcentaje de puntos acumulados.

## Equipos participantes[1]

### Cambios
| Salidas            | Entradas         |
| ------------------ | ---------------- |
| Txolja FC          | CF Ayampuc       |
| Esquipulense       | Taxisco          |
| FCA Cuyotenango    | Cabañas          |
| San Juan Bautista  | La Tinta         |
| La Gomera          | Quiriguá         |
| San Vicente Pacaya | San Cristóbal AV |
| Bárcena VN         |                  |
| Atilius            |                  |
| Dueñas             |                  |
| ADC Emefut         |                  |
| San José FCVN      |                  |
| Linces JC          |                  |
| Ixhuatán FC        |                  |
| Río Hondo EMFUT    |                  |
| San Rafael         |                  |

### Equipos participantes
| Grupo 1               | Grupo 1             | Grupo 2                    | Grupo 2                     |
| Equipo                | Ciudad              | Equipo                     | Ciudad                      |
| --------------------- | ------------------- | -------------------------- | --------------------------- |
| Juventud Huehueteca   | Huehuetenango       | Cafetaleros El Tumbador    | El Tumbador                 |
| Ojeteco FC            | San José Ojetenam   | Catarinense                | Catarina                    |
| Ostuncalco Cuervos    | San Juan Ostuncalco | San Lorenzo FC             | San Lorenzo                 |
| San Miguel FC         | San Miguel Acatán   | San Pablo SM               | San Pablo                   |
| CD Tejutla            | Tejutla             | San Rafael 1211            | San Rafael Pie de la Cuesta |
|                       |                     | Ocós Liceo Ayutleco        | Ocós                        |
| Grupo 3               | Grupo 3             | Grupo 4                    | Grupo 4                     |
| Equipo                | Ciudad              | Equipo                     | Ciudad                      |
| EFUT Obero            | Masagua             | Batallón Canales           | Villa Canales               |
| CD Idolense           | Mazatenango         | Cerinal FC                 | Barberena                   |
| Juventud Mingueña     | Santo Domingo       | Futeca                     | Ciudad de Guatemala         |
| Juventud Tiquisatense | Tiquisate           | FC Imar'k SR               | Nueva Santa Rosa            |
| Deportivo Palín FC    | Palín               | Pueblo Nuevo Viñas         | Pueblo Nuevo Viñas          |
| Deportivo Patulul     | Patulul             | Santa Catarina Pinula      | Santa Catarina Pinula       |
| PROESFUT              | Escuintla           | Santa Rosa de Lima         | Ciudad de Guatemala         |
| Santa Teresa          | Nueva Concepción    | UDA Unipro                 | Ciudad de Guatemala         |
| Grupo 5               | Grupo 5             | Grupo 6                    | Grupo 6                     |
| Equipo                | Ciudad              | Equipo                     | Ciudad                      |
| AFF Guatemala         | San Miguel Petapa   | ADM San Lucas Sacatepéquez | San Lucas Sacatepéquez      |
| AS Club               | San Miguel Petapa   | Antigua GFC B              | Antigua Guatemala           |
| FC Boca del Monte     | Villa Canales       | CSD Milpas Altas           | Santa Lucía Milpas Altas    |
| Global Soccer Academy | Ciudad de Guatemala | San Martín FC              | San Martín Jilotepeque      |
| La Academia FC        | Ciudad de Guatemala | CSD Sanjuaneros            | San Juan Sacatepéquez       |
| Petapeños FC          | San Miguel Petapa   |                            |                             |
| Grupo 7               | Grupo 7             | Grupo 8                    | Grupo 8                     |
| Equipo                | Ciudad              | Equipo                     | Ciudad                      |
| CF Ayampuc            | San Pedro Ayampuc   | Atlético Ariga             | Ciudad de Guatemala         |
| Choleña FC            | San José del Golfo  | Aurora FC B                | Ciudad de Guatemala         |
| Mixco B               | Mixco               | CF Champ's AG              | Ciudad de Guatemala         |
| Palencia FC           | Palencia            | Tipografía Nacional        | Ciudad de Guatemala         |
| Santa Luisa FC        | Chinautla           | Universitarios             | Ciudad de Guatemala         |
| Grupo 9               | Grupo 9             | Grupo 10                   | Grupo 10                    |
| Equipo                | Ciudad              | Equipo                     | Ciudad                      |
| IB Catarinecos SC     | Santa Catarina Mita | CSD Atlas Esquipulas       | Esquipulas                  |
| Jalapanecos           | Jalapa              | Cabañas                    | Cabañas                     |
| Jalpatagua FC         | Jalpatagua          | Juvenil Estanzuela         | Estanzuela                  |
| Monjas AJF            | Monjas              | Juventud Cachacera         | Jalpatagua                  |
| Pasaco FC             | Pasaco              | Juventud Teculuteca        | Teculután                   |
| Remicheros FC         | Jalapa              | CF Nazarenos Santa Cruz    | Río Hondo                   |
| San Pedro Pinula      | San Pedro Pinula    | CF Salamá                  | Salamá                      |
| CSD Taxisco           | Taxisco             |                            |                             |
| Grupo 11              | Grupo 11            | Grupo 12                   | Grupo 12                    |
| Equipo                | Ciudad              | Equipo                     | Ciudad                      |
| Buenos Aires FC       | Livingston          | ACAFUT San Luis            | San Luis                    |
| FC Heredia            | Morales             | CSD Chamelco               | San Juan Chamelco           |
| Juvenil Jocotán       | Jocotán             | CSD El Naranjo             | Flores                      |
| Juventud Esquipulteca | Esquipulas          | Halcones La Libertad       | La Libertad                 |
| La Tinta              | La Tinta            | CSC Playitas               | Chisec                      |
| Quiriguá              | Los Amates          | San Cristóbal AV           | San Cristóbal Verapaz       |
| Unión Santorini-Uwara | Puerto Barrios      | Tigrillos FC Poptún        | Poptún                      |

## Fase de clasificación

### Grupo 1
| Pos. | Equipos             | PJ | PG | PE | PP | GF | GC | Dif. | PTS |
| ---- | ------------------- | -- | -- | -- | -- | -- | -- | ---- | --- |
| 1    | Ojeteco             | 10 | 8  | 2  | 0  | 21 | 5  | +16  | 26  |
| 2    | Tejutla             | 10 | 6  | 0  | 4  | 17 | 10 | +7   | 18  |
| 4    | Ostuncalco Cuervos  | 10 | 5  | 2  | 3  | 20 | 10 | +10  | 17  |
| 5    | San Miguel          | 10 | 3  | 3  | 4  | 11 | 11 | 0    | 12  |
| 6    | Juventud Huehueteca | 10 | 3  | 1  | 6  | 13 | 16 | -3   | 10  |

### Grupo 2
| Pos. | Equipos                 | PJ | PG | PE | PP | GF | GC | Dif. | PTS |
| ---- | ----------------------- | -- | -- | -- | -- | -- | -- | ---- | --- |
| 1    | Cafetaleros El Tumbador | 12 | 8  | 2  | 2  | 21 | 7  | +14  | 26  |
| 2    | San Pablo SM            | 12 | 7  | 3  | 2  | 18 | 8  | +10  | 24  |
| 3    | San Rafael 1211         | 12 | 6  | 4  | 2  | 27 | 10 | +17  | 22  |
| 4    | Ocós                    | 12 | 6  | 2  | 4  | 18 | 13 | +5   | 20  |
| 5    | San Lorenzo             | 12 | 4  | 7  | 1  | 20 | 11 | +9   | 19  |
| 6    | Catarinense             | 12 | 2  | 0  | 10 | 11 | 30 | -19  | 6   |

### Grupo 3
| Pos. | Equipos               | PJ | PG | PE | PP | GF | GC | Dif. | PTS |
| ---- | --------------------- | -- | -- | -- | -- | -- | -- | ---- | --- |
| 1    | Juventud Mingueña     | 14 | 13 | 1  | 0  | 47 | 5  | +42  | 40  |
| 2    | Juventud Tiquisatense | 14 | 10 | 3  | 1  | 42 | 8  | +34  | 33  |
| 3    | Patulul               | 14 | 9  | 3  | 2  | 34 | 10 | +24  | 30  |
| 4    | PROESFUT              | 14 | 7  | 0  | 7  | 19 | 16 | +3   | 21  |
| 5    | Santa Teresa          | 14 | 5  | 0  | 9  | 18 | 33 | -15  | 15  |
| 6    | EFUT Obero            | 14 | 4  | 1  | 9  | 22 | 43 | -21  | 13  |
| 7    | Idolense              | 14 | 4  | 0  | 10 | 13 | 38 | -25  | 12  |
| 8    | Palín                 | 14 | 0  | 0  | 14 | 0  | 42 | -42  | 0   |

### Grupo 4
| Pos. | Equipos               | PJ | PG | PE | PP | GF | GC | Dif. | PTS |
| ---- | --------------------- | -- | -- | -- | -- | -- | -- | ---- | --- |
| 1    | Pueblo Nuevo Viñas    | 14 | 12 | 0  | 2  | 41 | 13 | +28  | 36  |
| 2    | Santa Rosa de Lima    | 14 | 10 | 2  | 2  | 38 | 16 | +22  | 32  |
| 3    | Imar'k SR             | 14 | 8  | 1  | 5  | 29 | 24 | +5   | 25  |
| 4    | Cerinal               | 14 | 7  | 1  | 6  | 30 | 31 | -1   | 22  |
| 5    | Santa Catarina Pinula | 14 | 6  | 2  | 6  | 30 | 32 | -2   | 20  |
| 6    | Futeca                | 14 | 5  | 0  | 9  | 29 | 28 | +1   | 15  |
| 7    | Batallón Canales      | 14 | 4  | 2  | 8  | 37 | 38 | -1   | 14  |
| 8    | UDA Unipro            | 14 | 0  | 0  | 14 | 10 | 62 | -52  | 0   |

### Grupo 5
| Pos. | Equipos               | PJ | PG | PE | PP | GF | GC | Dif. | PTS |
| ---- | --------------------- | -- | -- | -- | -- | -- | -- | ---- | --- |
| 1    | La Academia           | 12 | 9  | 1  | 2  | 28 | 9  | +19  | 28  |
| 2    | AFF Guatemala         | 12 | 7  | 3  | 2  | 29 | 13 | +16  | 24  |
| 3    | AS Club               | 12 | 7  | 2  | 3  | 20 | 9  | +11  | 23  |
| 4    | Boca del Monte        | 12 | 5  | 3  | 4  | 24 | 20 | +4   | 18  |
| 5    | Global Soccer Academy | 12 | 4  | 1  | 7  | 19 | 26 | -7   | 13  |
| 6    | Petapeños             | 12 | 3  | 4  | 5  | 17 | 24 | -7   | 13  |

### Grupo 6
| Pos. | Equipos       | PJ | PG | PE | PP | GF | GC | Dif. | PTS |
| ---- | ------------- | -- | -- | -- | -- | -- | -- | ---- | --- |
| 1    | Sanjuaneros   | 12 | 10 | 1  | 1  | 34 | 4  | +30  | 31  |
| 2    | San Martín    | 12 | 10 | 1  | 1  | 31 | 9  | +22  | 31  |
| 3    | Milpas Altas  | 12 | 8  | 1  | 3  | 25 | 9  | +16  | 25  |
| 4    | Antigua GFC B | 12 | 6  | 1  | 5  | 21 | 13 | +8   | 19  |
| 5    | ADM San Lucas | 12 | 4  | 0  | 8  | 14 | 30 | -16  | 12  |

### Grupo 7
| Pos. | Equipos     | PJ | PG | PE | PP | GF | GC | Dif. | PTS |
| ---- | ----------- | -- | -- | -- | -- | -- | -- | ---- | --- |
| 1    | Mixco B     | 10 | 8  | 1  | 1  | 39 | 13 | +26  | 25  |
| 2    | Choleña     | 10 | 7  | 1  | 2  | 23 | 14 | +9   | 22  |
| 3    | Ayampuc     | 10 | 7  | 0  | 3  | 26 | 11 | +15  | 21  |
| 4    | Santa Luisa | 10 | 4  | 1  | 5  | 22 | 20 | +2   | 13  |
| 5    | Palencia    | 10 | 2  | 1  | 7  | 16 | 38 | -22  | 7   |

### Grupo 8
| Pos. | Equipos             | PJ | PG | PE | PP | GF | GC | Dif. | PTS |
| ---- | ------------------- | -- | -- | -- | -- | -- | -- | ---- | --- |
| 1    | Aurora B            | 10 | 8  | 1  | 1  | 31 | 12 | +19  | 25  |
| 2    | Atlético Ariga      | 10 | 7  | 1  | 2  | 30 | 6  | +24  | 22  |
| 3    | Universitarios      | 10 | 7  | 1  | 2  | 29 | 8  | +21  | 22  |
| 4    | Tipografía Nacional | 10 | 4  | 1  | 5  | 15 | 21 | -6   | 13  |
| 5    | Champ's AG          | 10 | 2  | 0  | 8  | 13 | 41 | -28  | 6   |

### Grupo 9
| Pos. | Equipos          | PJ | PG | PE | PP | GF | GC | Dif. | PTS |
| ---- | ---------------- | -- | -- | -- | -- | -- | -- | ---- | --- |
| 1    | Jalpatagua       | 14 | 11 | 1  | 2  | 47 | 8  | +39  | 34  |
| 2    | Monjas AJF       | 14 | 7  | 5  | 2  | 25 | 10 | +15  | 26  |
| 3    | San Pedro PInula | 14 | 7  | 3  | 4  | 31 | 16 | +15  | 24  |
| 4    | Taxisco          | 14 | 7  | 2  | 5  | 29 | 18 | +11  | 23  |
| 5    | IB Catarinecos   | 14 | 6  | 1  | 7  | 22 | 25 | -3   | 19  |
| 6    | Remicheros       | 14 | 5  | 3  | 6  | 20 | 16 | +4   | 18  |
| 7    | Pasaco           | 14 | 4  | 1  | 9  | 23 | 31 | -8   | 13  |
| 8    | Jalapanecos      | 14 | 1  | 0  | 13 | 7  | 80 | -73  | 3   |

### Grupo 10
| Pos. | Equipos              | PJ | PG | PE | PP | GF | GC | Dif. | PTS |
| ---- | -------------------- | -- | -- | -- | -- | -- | -- | ---- | --- |
| 1    | Juventud Teculuteca  | 14 | 12 | 2  | 0  | 49 | 3  | +46  | 38  |
| 2    | Salamá               | 14 | 10 | 2  | 2  | 38 | 9  | +29  | 32  |
| 3    | Juventud Cachacera   | 14 | 9  | 1  | 4  | 37 | 24 | +13  | 28  |
| 4    | Nazarenos Santa Cruz | 14 | 6  | 2  | 6  | 23 | 25 | -2   | 20  |
| 5    | Cabañas              | 14 | 6  | 0  | 8  | 25 | 26 | -1   | 18  |
| 6    | Juvenil Estanzuela   | 14 | 5  | 0  | 9  | 16 | 36 | -20  | 15  |
| 7    | Atlas Esquipulas     | 14 | 4  | 1  | 9  | 15 | 38 | -23  | 13  |

### Grupo 11
| Pos. | Equipos               | PJ | PG | PE | PP | GF | GC | Dif. | PTS |
| ---- | --------------------- | -- | -- | -- | -- | -- | -- | ---- | --- |
| 1    | Juventud Esquipulteca | 12 | 8  | 2  | 2  | 29 | 8  | +21  | 26  |
| 2    | Juvenil Jocotán       | 12 | 8  | 2  | 2  | 25 | 10 | +15  | 26  |
| 3    | Unión Santorini-Uwara | 12 | 8  | 2  | 2  | 22 | 10 | +12  | 26  |
| 4    | Quiriguá              | 12 | 8  | 0  | 4  | 22 | 9  | +13  | 24  |
| 5    | Heredia               | 12 | 5  | 0  | 7  | 12 | 16 | -4   | 15  |
| 6    | Buenos Aires          | 12 | 2  | 0  | 10 | 6  | 27 | -21  | 6   |
| 7    | La Tinta              | 12 | 0  | 0  | 12 | 0  | 36 | -36  | 0   |

### Grupo 12
| Pos. | Equipos              | PJ | PG | PE | PP | GF | GC | Dif. | PTS |
| ---- | -------------------- | -- | -- | -- | -- | -- | -- | ---- | --- |
| 1    | ACAFUT San Luis      | 12 | 9  | 2  | 1  | 28 | 6  | +22  | 29  |
| 2    | Tigrillos Poptún     | 12 | 8  | 1  | 3  | 31 | 16 | +15  | 25  |
| 3    | Halcones La Libertad | 12 | 7  | 1  | 4  | 33 | 21 | 12   | 22  |
| 4    | El Naranjo           | 12 | 6  | 1  | 5  | 23 | 23 | 0    | 19  |
| 5    | San Cristóbal AV     | 12 | 4  | 0  | 8  | 15 | 26 | -11  | 12  |
| 6    | Playitas             | 12 | 2  | 2  | 8  | 16 | 31 | -15  | 8   |
| 7    | Chamelco             | 12 | 1  | 3  | 8  | 12 | 35 | -23  | 6   |

## Fase final

### Dieciseisavos de final
| Equipo 1              | Agr.         | Equipo 2                | Ida | Vuelta |
| --------------------- | ------------ | ----------------------- | --- | ------ |
| Juventud Mingueña     | 1–0          | Imar'k SR               | 0–0 | 1–0    |
| Ojeteco               | 0–2          | Tejutla                 | 0–1 | 0–1    |
| Sanjuaneros           | 5–1          | AS Club                 | 2–0 | 3–1    |
| San Martín            | 1–2          | San Pablo SM            | 1–2 | 0–0    |
| Pueblo Nuevo Viñas    | 8–1          | AFF Guatemala           | 5–0 | 3–1    |
| Juventud Tiquisatense | 3–2          | Milpas Altas            | 2–2 | 1–0    |
| La Academia           | 3–1          | Patulul                 | 1–2 | 3–1    |
| Santa Rosa de Lima    | 3–2          | Cafetaleros El Tumbador | 0–1 | 3–1    |
| Juventud Teculuteca   | 14–0         | San Pedro Pinula        | 2–0 | 12–0   |
| Mixco B               | 3–4          | Monjas AJF              | 1–3 | 2–1    |
| Aurora B              | 5–3          | Unión Santorini-Uwara   | 2–2 | 3–1    |
| Jalpatagua            | 2–2 v.       | Juventud Cachacera      | 1–2 | 1–1    |
| ACAFUT San Luis       | 0–0 (3-4) p. | Tigrillos Poptún        | 0–0 | 0–0    |
| Choleña               | 1–5          | Juvenil Jocotán         | 1–3 | 0–2    |
| Salamá                | 2–2 v.       | Juventud Esquipulteca   | 1–2 | 1–0    |
| Atlético Ariga        | 3–6          | Universitarios          | 1–4 | 2–2    |

### Octavos de final
| Equipo 1              | Agr.        | Equipo 2           | Ida | Vuelta |
| --------------------- | ----------- | ------------------ | --- | ------ |
| Juventud Mingueña     | 4–0         | Tejutla            | 0–0 | 4–0    |
| Sanjuaneros           | 5–1         | San Pablo SM       | 2–0 | 3–1    |
| Pueblo Nuevo Viñas    | 4–3         | Santa Rosa de Lima | 2–0 | 2–3    |
| Juventud Tiquisatense | 4–4 (3-0)p. | La Academia        | 1–3 | 3–1    |
| Juventud Teculuteca   | 7–0         | Monjas AJF         | 3–0 | 4–0    |
| Aurora B              | 4–1         | Tigrillos Poptún   | 1–0 | 3–1    |
| Jalpatagua            | 4–3         | Juvenil Jocotán    | 1–2 | 3–1    |
| Salamá                | 4–1         | Universitarios     | 3–1 | 1–0    |

### Cuartos de final
| Equipo 1            | Agr. | Equipo 2              | Ida | Vuelta |
| ------------------- | ---- | --------------------- | --- | ------ |
| Juventud Mingueña   | 2–1  | Salamá                | 0–1 | 2–0    |
| Juventud Teculuteca | 9–4  | Juventud Tiquisatense | 1–3 | 8–1    |
| Sanjuaneros         | 2–4  | Jalpatagua            | 1–3 | 1–0    |
| Pueblo Nuevo Viñas  | 4–2  | Aurora B              | 1–1 | 3–1    |

- Juventud Mingueña, Juventud Teculuteca, Jalpatagua y Pueblo Nuevo Viñas clasifican a las Series de Ascenso 2024.

### Semifinales
| Equipo 1            | Agr.          | Equipo 2           | Ida | Vuelta |
| ------------------- | ------------- | ------------------ | --- | ------ |
| Juventud Mingueña   | 2–4           | Jalpatagua         | 0–4 | 2–0    |
| Juventud Teculuteca | 2–2 (3-0)t.e. | Pueblo Nuevo Viñas | 1-1 | 1–1    |

### Final
| Equipo 1            | Agr. | Equipo 2   | Ida | Vuelta |
| ------------------- | ---- | ---------- | --- | ------ |
| Juventud Teculuteca | 7–2  | Jalpatagua | 1–2 | 6–0    |

#### Campeón
|                     |
| Juventud Teculuteca |

## Series de ascenso

### Clasificados
| Torneo Apertura     | Torneo Clausura     |
| ------------------- | ------------------- |
| Atlético Ariga      | Juventud Teculuteca |
| Juventud Teculuteca | Jalpatagua          |
| Universitarios      | Pueblo Nuevo Viñas  |
| Sanjuaneros         | Juventud Mingueña   |

- Juventud Teculuteca ascendió al clasificar a semifinales tanto en el Torneo Apertura 2024 como en el presente torneo.

### Partidos

#### Universitarios - Pueblo Nuevo Viñas
| 30 de junio de 2024 | Universitarios                                                | 1:1 (0:0) (2:0 t. s.) | Pueblo Nuevo Viñas | Estadio Pinula Contreras, Santa Catarina Pinula |                         |
| 9:30 (UTC-6)        | Edison Franco 88' · Gustavo Carreto 99' · Jesser Recinos 104' | Reporte               | 90' Jonil Morales  | Árbitro(s): César López                         | Árbitro(s): César López |

#### Juventud Mingueña - Sanjuaneros
| 30 de junio de 2024 | Juventud Mingueña                                                  | 0:0 (0:0) (2:4 p.)         | Sanjuaneros                                                  | Estadio Pinula Contreras, Santa Catarina Pinula |                              |
| 13:00 (UTC-6)       |                                                                    | Reporte                    |                                                              | Árbitro(s): Franklin Ventura                    | Árbitro(s): Franklin Ventura |
|                     |                                                                    | Tiros desde el punto penal |                                                              |                                                 |                              |
|                     | Alan Pretzantzín · Cristopher Muñoz · Fredy Santos · Anthony Sales |                            | Joshua Sazo · Leonel Hernández · Daniel Véliz · Dilan Lozano |                                                 |                              |

#### Jalpatagua - Atlético Ariga
| 30 de junio de 2024 | Jalpatagua | 0:2 (0:1) | Atlético Ariga                          | Estadio Pinula Contreras, Santa Catarina Pinula |                           |
| 17:00 (UTC-6)       |            | Reporte   | 22' Julio Donis · 50' José Ernesto Díaz | Árbitro(s): Fredy Vásquez                       | Árbitro(s): Fredy Vásquez |

### Ascendidos
|                     |                |             |                |
| Juventud Teculuteca | Universitarios | Sanjuaneros | Atlético Ariga |